# Amos Wright
Pour les articles homonymes, voir Wright.
Amos Wright (24 novembre 1809 - 31 mars 1886) était un fermier et un homme politique canadien.

## Biographie
Né dans le comté de Leeds, en Ontario, il est maire de la ville de Markham, de 1850 à 1854. Il est député libéral de la circonscription de York-Ouest  à la Chambre des communes du Canada de 1868 à 1872.